# Floronia hunanensis
Floronia hunanensis là một loài nhện trong họ Linyphiidae.
Loài này thuộc chi Floronia. Floronia hunanensis được Li & Da-xiang Song miêu tả năm 1993.